# Добротеаса (Олт)
Добротеаса (рум. Dobroteasa) насеље је у Румунији у округу Олт у општини Добротеаса. Oпштина се налази на надморској висини од 332 m.

## Становништво
Према подацима из 2002. године у насељу је живело 2149 становника, од којих су сви румунске националности.

### Хронологија
| Година       | 1992 | 1993 | 1994 | 1995 | 1996 | 1997 | 1998 | 1999 | 2000 | 2001 | 2002 | 2003 | 2004 | 2005 | 2006 | 2007 | 2008 | 2009 | 2010 | 2011 | 2012 | 2013 | 2014 | 2015 | 2016 | 2017 |
| ------------ | ---- | ---- | ---- | ---- | ---- | ---- | ---- | ---- | ---- | ---- | ---- | ---- | ---- | ---- | ---- | ---- | ---- | ---- | ---- | ---- | ---- | ---- | ---- | ---- | ---- | ---- |
| Становништво | 2246 | 2211 | 2154 | 2133 | 2095 | 2072 | 2074 | 2059 | 2071 | 2056 | 2027 | 2007 | 1983 | 1943 | 1927 | 1901 | 1851 | 1827 | 1797 | 1755 | 1705 | 1683 | 1652 | 1616 | 1605 | 1582 |